# Gesundbrunnen-Center
Das Gesundbrunnen-Center ist ein Einkaufszentrum im Ortsteil Gesundbrunnen des Berliner Bezirks Mitte.

## Beschreibung
Das Center wurde am 30. September 1997 eröffnet und wird von der ECE Projektmanagement GmbH betrieben. Benannt ist es nach dem Ortsteil Gesundbrunnen, an dessen östlichem Rand sich das Gebäude befindet. Der Betrieb hat eine Verkaufsfläche von 25.000 m² und beherbergt heute 110 Geschäfte sowie mehrere Gastronomiebetriebe. 1000 Beschäftigte arbeiten in dem Einkaufszentrum, in das durchschnittlich 33.593 Besucher pro Tag kommen. Das Gesamteinzugsgebiet umfasst 1.196.433
Menschen. Der Branchenmix wird dominiert von Textil und Hartwaren sowie einem großen Warenhaus, daneben finden sich zahlreiche kleine Geschäfte aus unterschiedlichen Bereichen. 2011 erhielt das Gesundbrunnen-Center vom Handelsverband Deutschland das Qualitätszeichen Generationenfreundliches Einkaufen und war damit bundesweit das erste Einkaufszentrum mit dieser Auszeichnung.

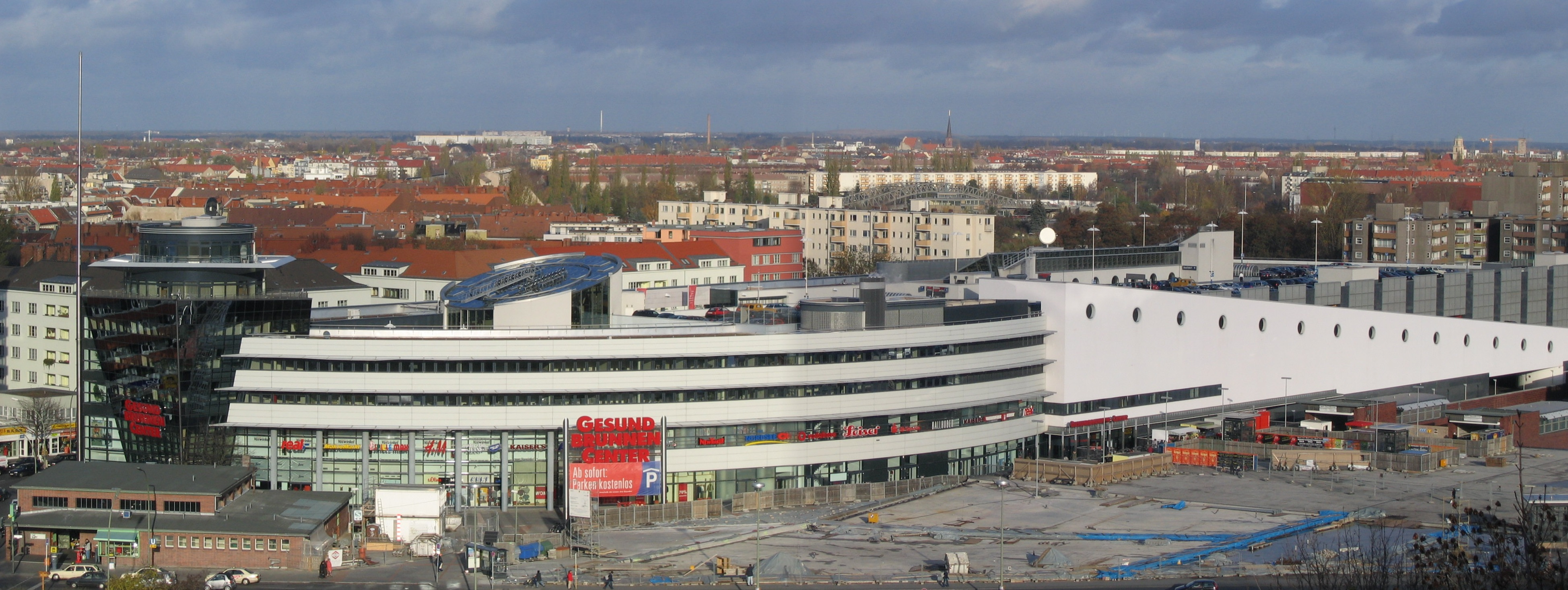
Gesundbrunnen-Center, vom Volkspark Humboldthain aus gesehen

## Entstehung
Der Bau entstand im Rahmen des Neubaus des Bahnhofs Gesundbrunnen in den Jahren 1995 bis 1997 als Teil des Nordkreuzes des Berliner Schienennetzes, nachdem alle historischen Bauten abgerissen worden waren. Den Vorgaben des städtebaulichen Rahmenplans von 1992 folgend sollte im Umfeld des Bahnhofs, wie auch anderen Bahnhöfen entlang der Berliner Ringbahn, ein großes Einkaufszentrum entstehen.

## Architektur
Die Hamburger Architekten Jost Hering und Manfred Stanek entschieden sich für einen zur Badstraße hin ausgerichteten Komplex. Die architektonische Gestaltung nahm bei der Gruppierung des Baukörpers in der Form- und Farbgebung zahlreiche Elemente auf, die an ein Passagierschiff erinnern. Am Haupteingang des Gebäudes befindet sich ein verglaster Turm, der die Kommandobrücke versinnbildlichen soll. Dass der noch heute aktuelle U-Bahnhof an der Badstraße erhalten blieb und das Center in die „zweite“ Reihe von der Badstraße verbannt wurde liegt am Einsatz des damaligen Baustadtrats, der Denkmalbehörde und bürgerlichen Initiativen. Durch den Neubau eines Bahnhofsgebäudes auf dem Gelände wird nach Meinung diverser Kritiker die architektonische Aufwertung des Quartiers durch das Gesundbrunnen-Center wieder herabgesetzt.

## Infrastruktur
Durch seine Lage am Bahnhof Gesundbrunnen besteht vom Gesundbrunnen-Center aus ein direkter Zugang zum Bus, zur U-Bahn, zur S-Bahn sowie seit dem 28. Mai 2006 auch zum Regional- und Fernverkehr. Über die Bellermannstraße gelangt man in das zum Center gehörende Parkhaus mit 1000 Stellplätzen.